# Солодухи (Городокский район)
Солодухи — деревня в Городокском районе Витебской области Белоруссии. Входит в состав Езерищенского сельсовета, ранее входила в состав Руднянского сельсовета.
Находится в 11 км к востоку от посёлка Езерище рядом с берегом озера Ужо.

## История
До 2004 года входила в Марченский сельсовет Городокского района.